# Dasychira sublutescens
Dasychira sublutescens är en fjärilsart som beskrevs av Holland 1893. Dasychira sublutescens ingår i släktet Dasychira och familjen tofsspinnare. Inga underarter finns listade i Catalogue of Life.